# Oyace
Oyace  est une commune italienne de la Vallée d'Aoste faisant partie de la communauté de montagne Grand-Combin.

## Géographie
Oyace se situe dans le bas val de Bionaz, vallée latérale du Valpelline se départant du chef-lieu du même nom.

Localisation de la commune d'Oyace à l'intérieur de la Vallée d'Aoste.

### Hameaux
Hameaux : Bérrioz, Chez les Brédy, Gallian, La Crétaz (chef-lieu), Sergnau, Condemine, Closé, Bouyoz, Chez les Chenaux, Grenier, Vernosse, Voisinal, Pied-de-Ville ;
Localités : La Risaz, Lier, Fiou, Raford, Pézon, Veyne, Treysau, Chanté des Combes, Prélé, Chalambé.

### Communes limitrophes
Bionaz, Nus, Ollomont, Quart, Valpelline

## Toponymie
Le toponyme latin est Castrum Agaciæ.

## Histoire
Au Moyen Âge, la baronnie de Quart, Valpelline et Oyace a été parmi les plus importantes du duché de Savoie : son territoire appartenait aux seigneurs de la Porte Saint-Ours (en latin De Porta Sancti Ursi).
Le fief des seigneurs d'Oyace fut formé au Moyen Âge autour du château d'Oyace, dont aujourd'hui ne reste que la Tornalla.

## Société

### Évolution démographique
Habitants recensés

## Politique et administration
| Période                                  | Période        | Identité      | Étiquette     | Qualité |
| ---------------------------------------- | -------------- | ------------- | ------------- | ------- |
| 9 mai 2005                               | 24 mai 2010    | Maxime Chenal |               |         |
| 24 mai 2010                              | septembre 2020 | Remo Domaine  | Liste civique |         |
| 23 septembre 2020                        | En cours       | Stefania Clos | Liste civique |         |
| Les données manquantes sont à compléter. |                |               |               |         |

## Culture et patrimoine
- La Tornalla, une tour citée pour la première fois au XIIe siècle dominant la vallée ;
- Le pont de la Bétende, au-dessus du gouffre du même nom, bâti pour la première fois en bois en 1352 et remplacé par celui d'aujourd'hui en pierre en 1688, enjambant le Buthier (qui recueille les eaux du glacier des Grandes Murailles) ;
- L'église paroissiale Saint-Michel ;
- La chapelle de Verdonaz, appelée également sanctuaire Notre-Dame des Neiges ou sanctuaire de Verdonaz, à 2 317 mètres ;
- Le hêtre de Voisinal, arbre remarquable centenaire ;

## Galerie de photos

Panorama d'Oyace.
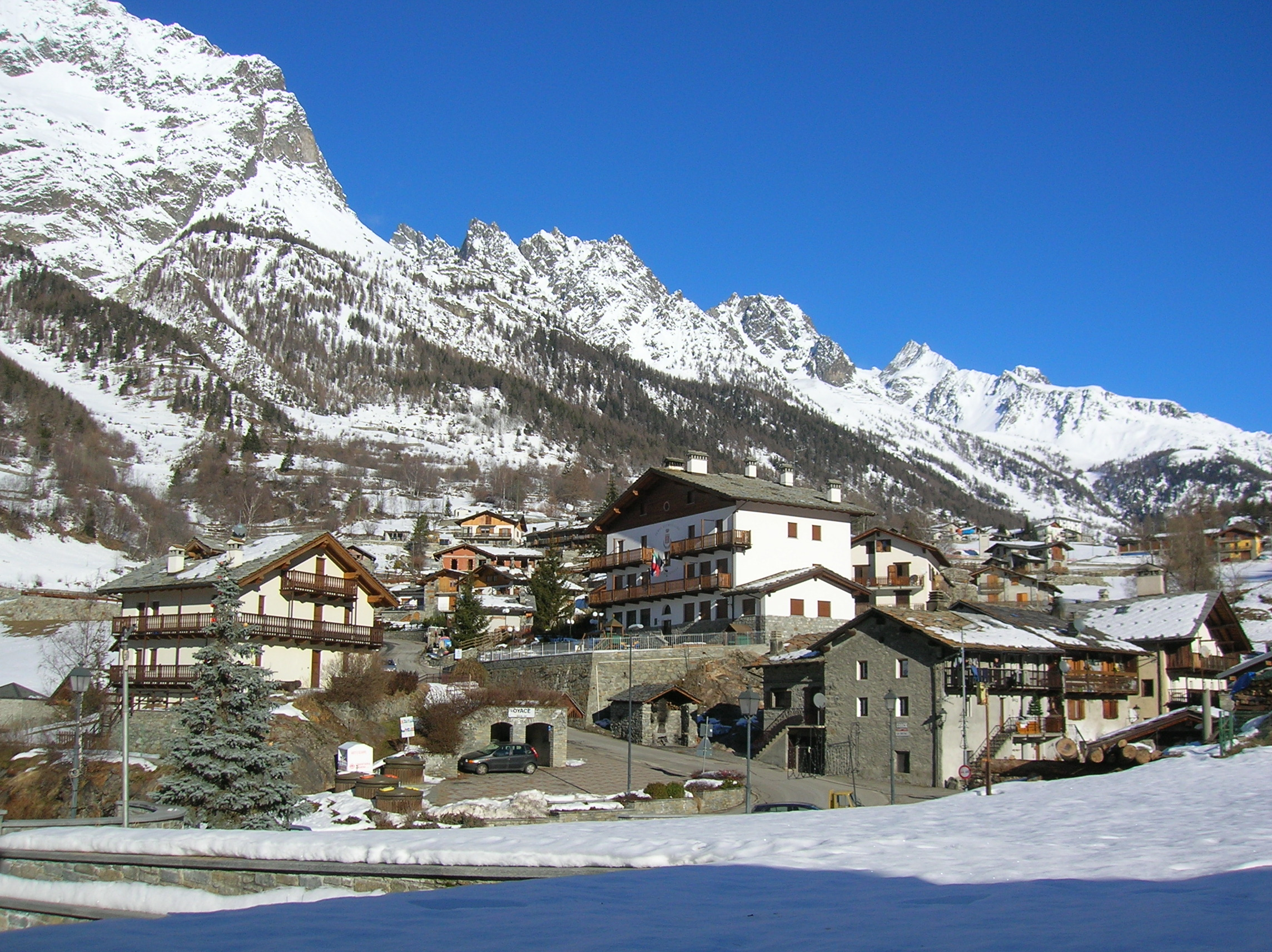
Panorama en hiver.
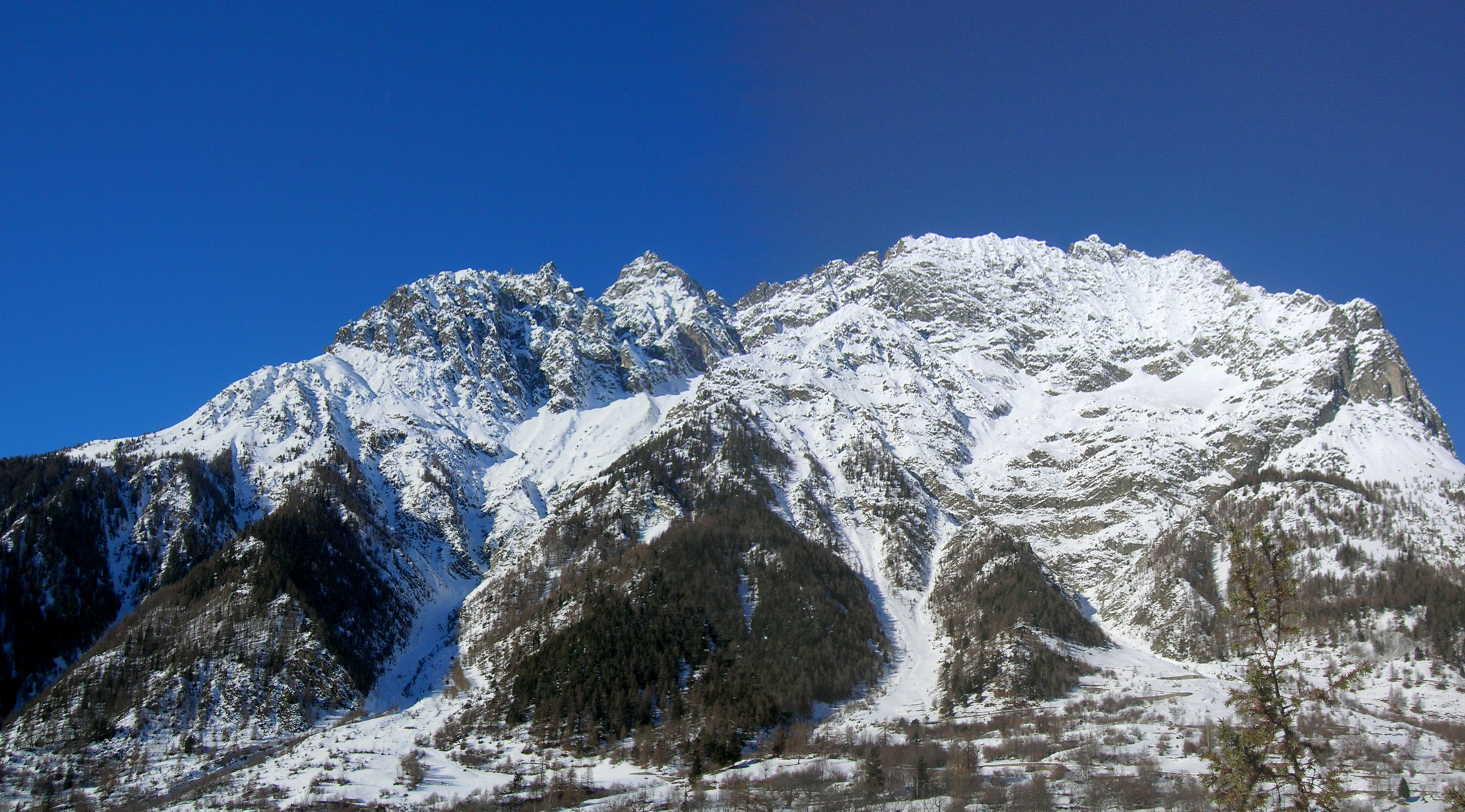
Vue des monts environnant Oyace.
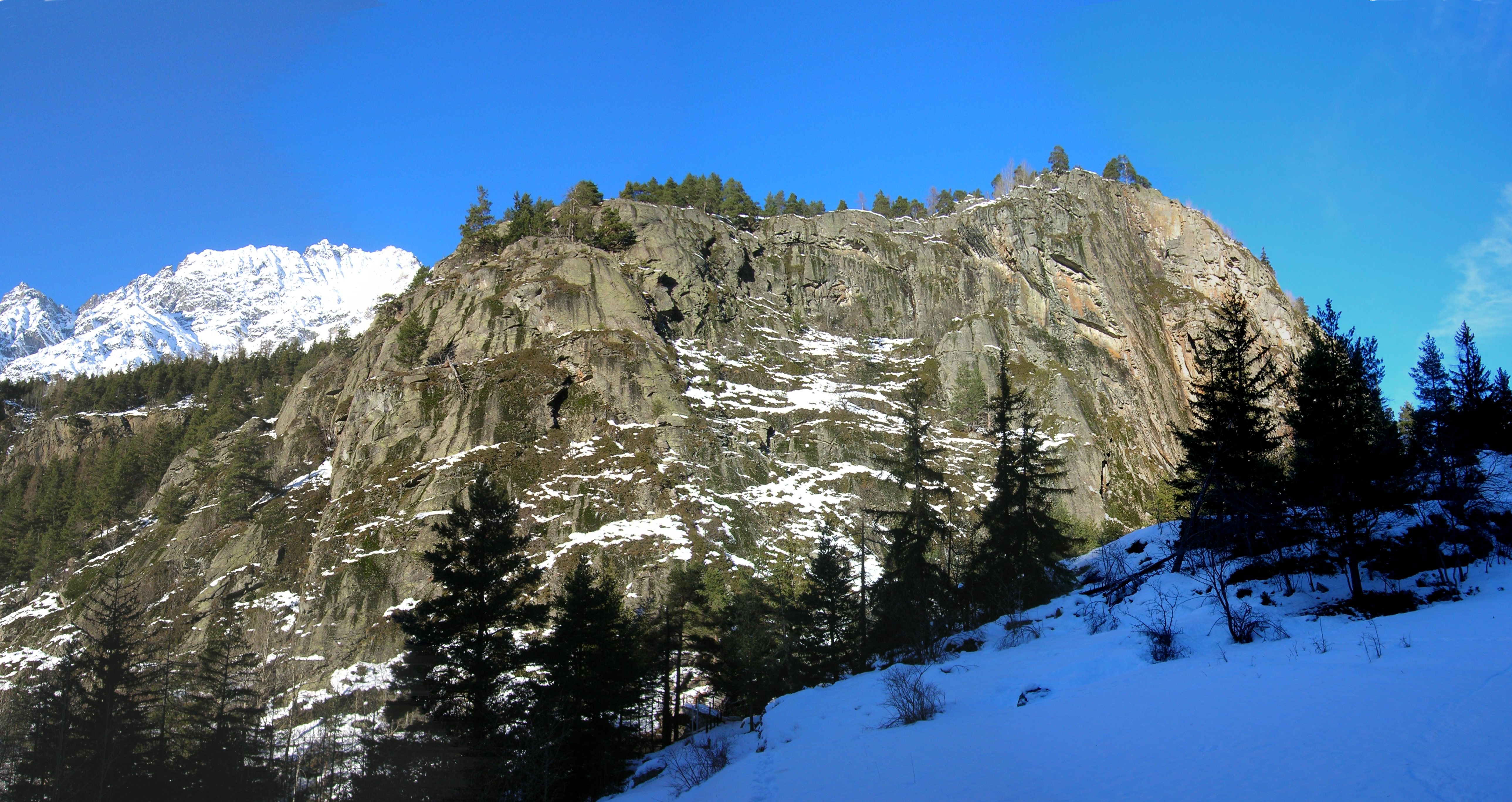
Panorama de la Haute Route n°1 près du gouffre de Bétende.
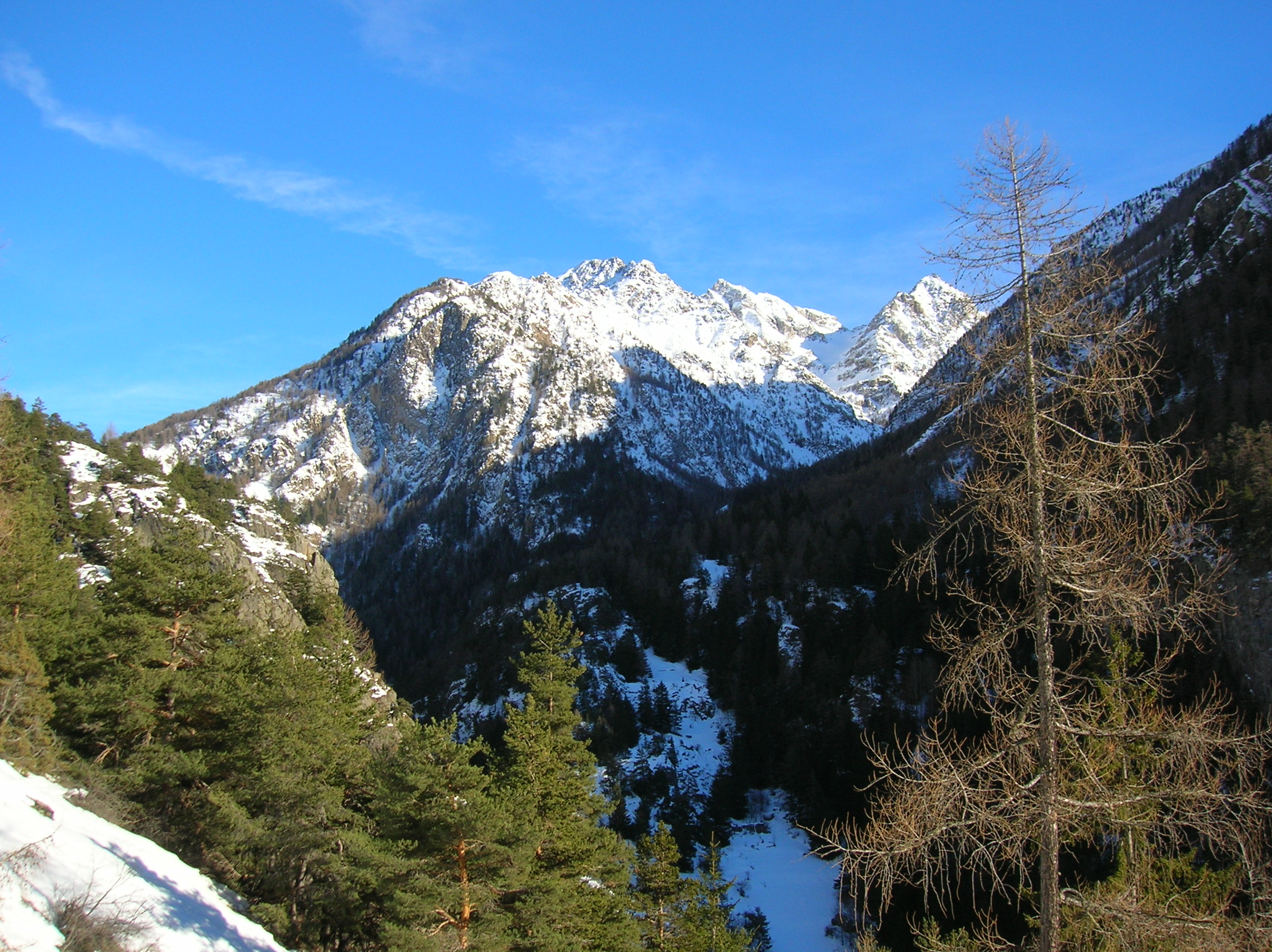
Vue depuis la Tour d'Oyace.
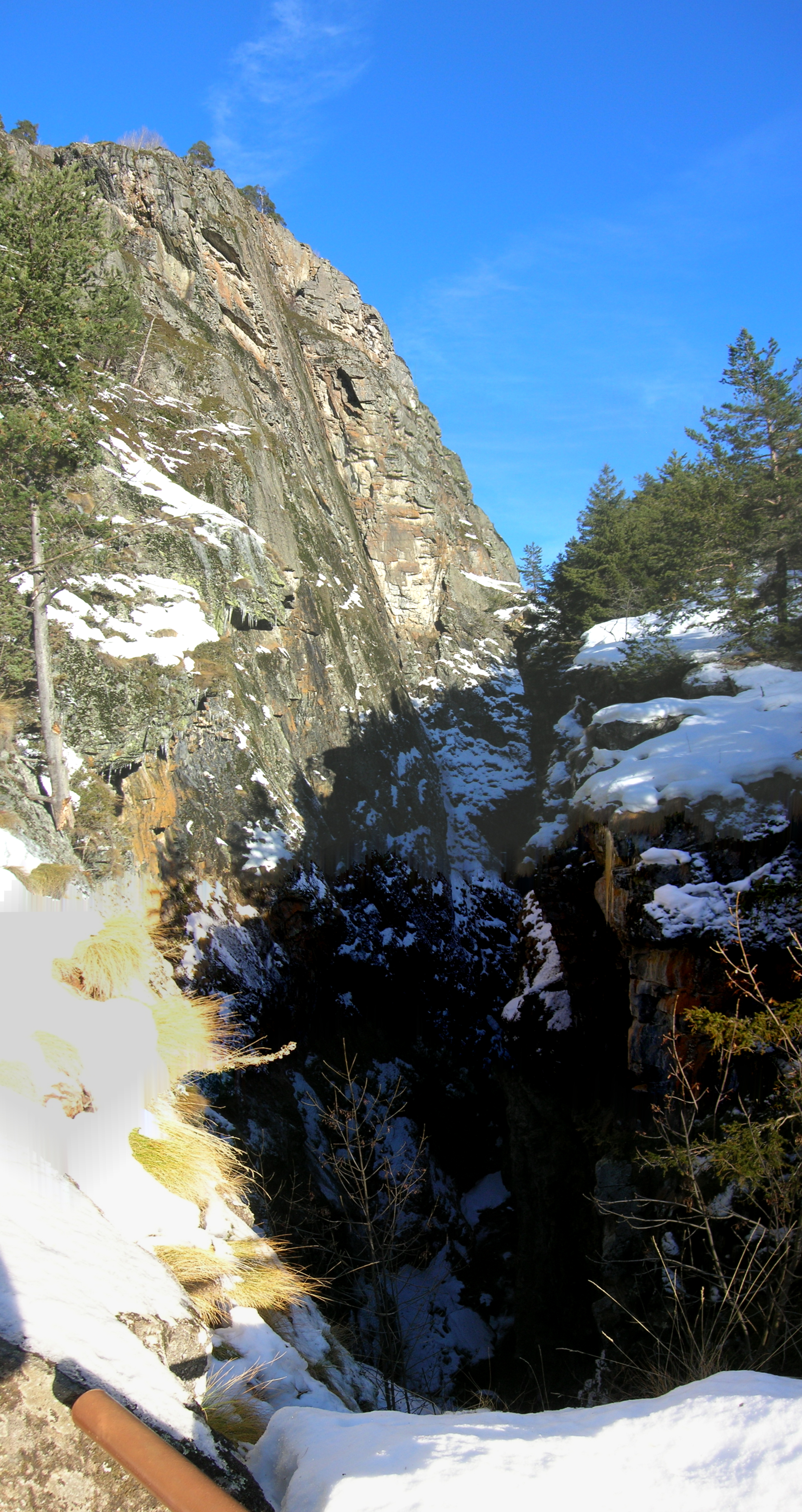
Le gouffre de Bétende.
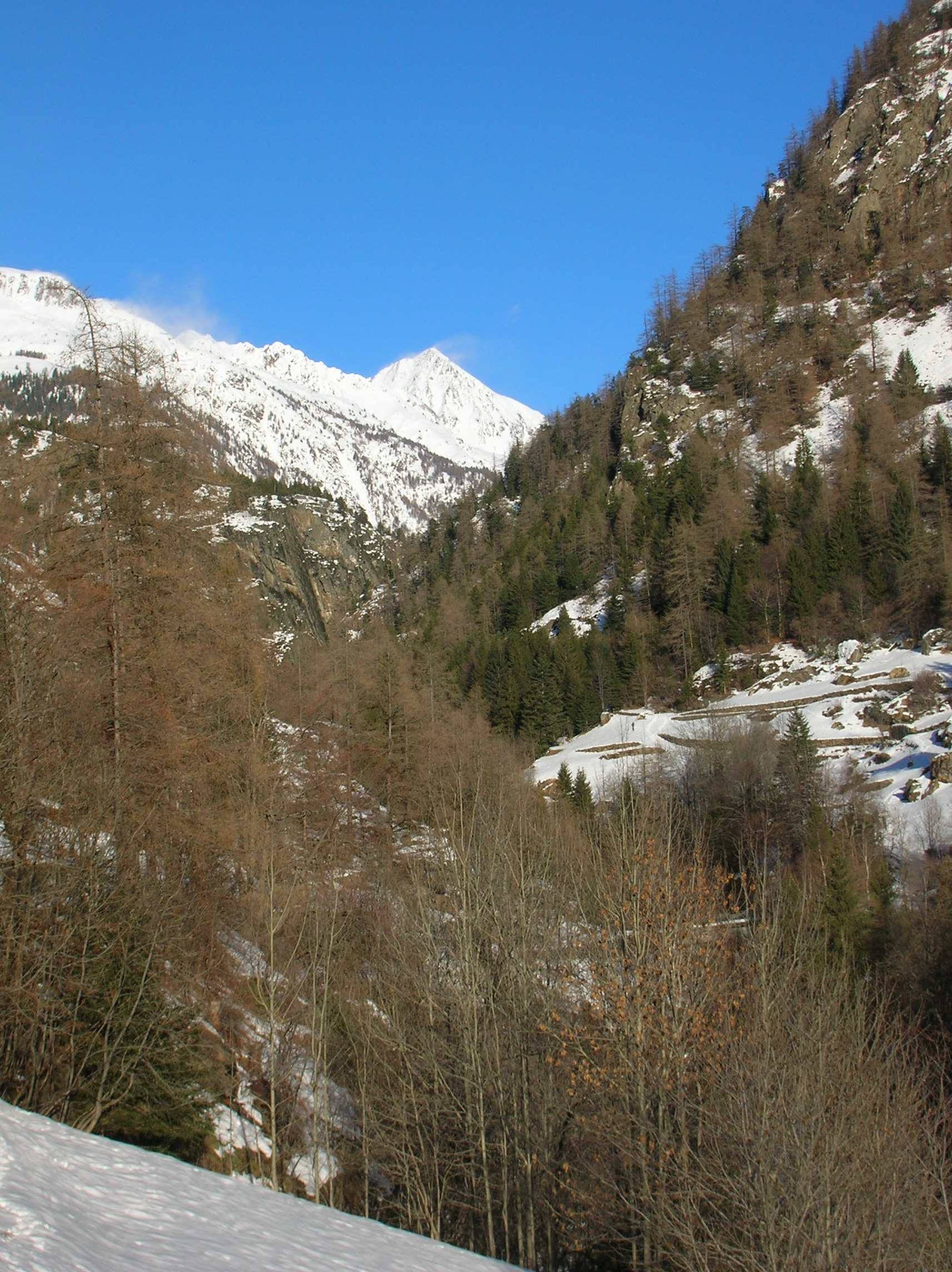
Vue en hiver de la vallée.
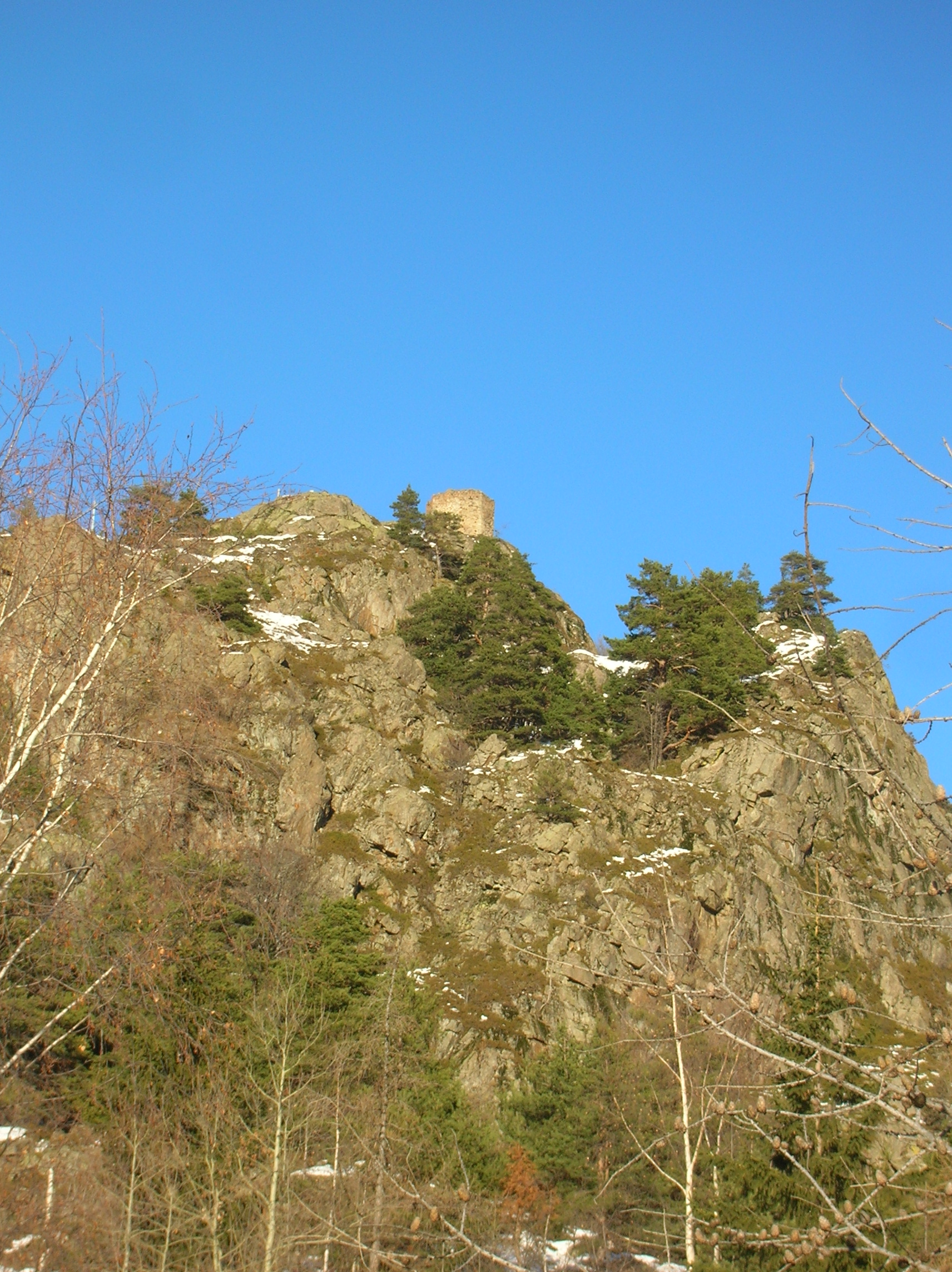
La Tornalla.
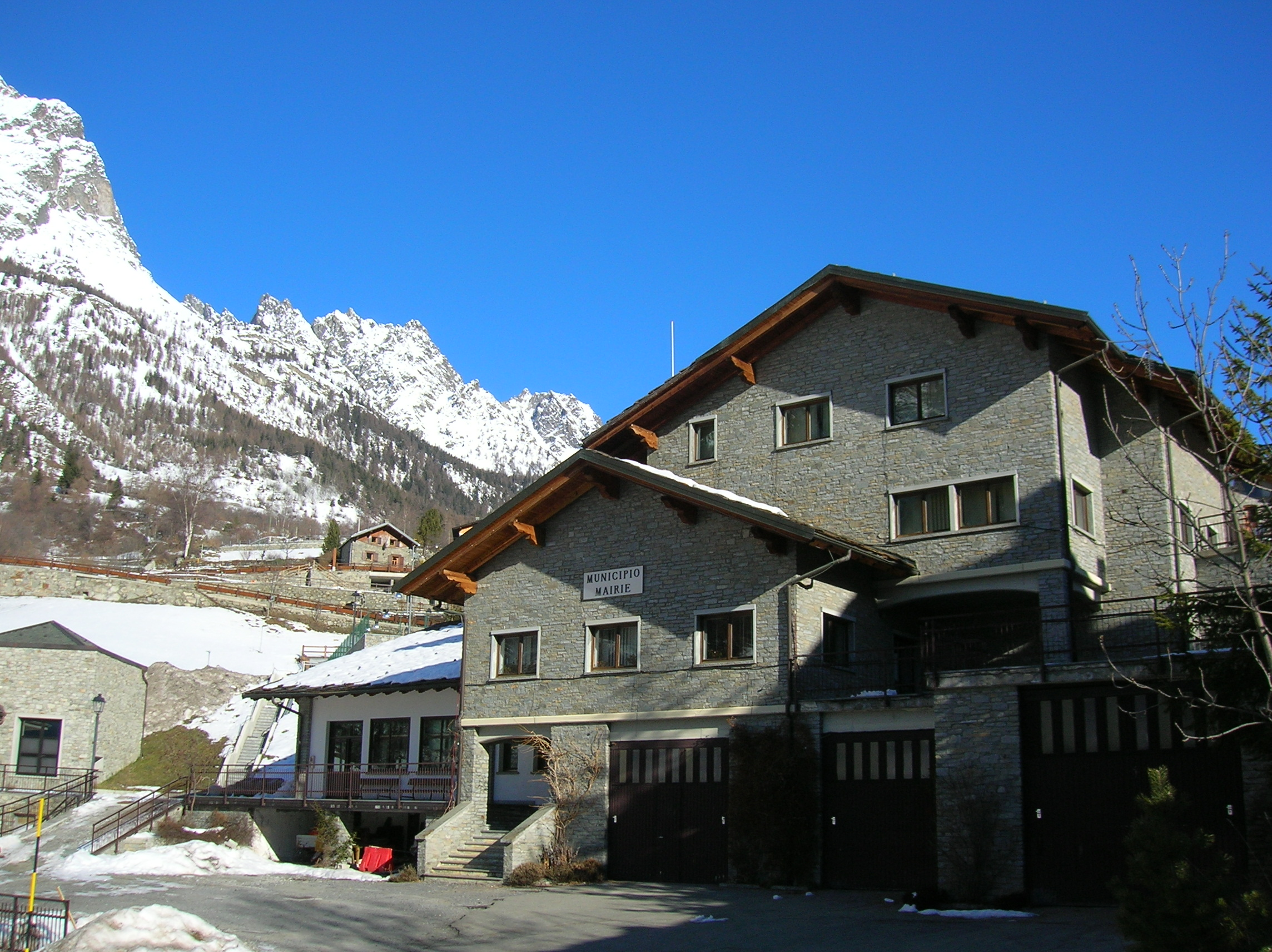
La maison communale.
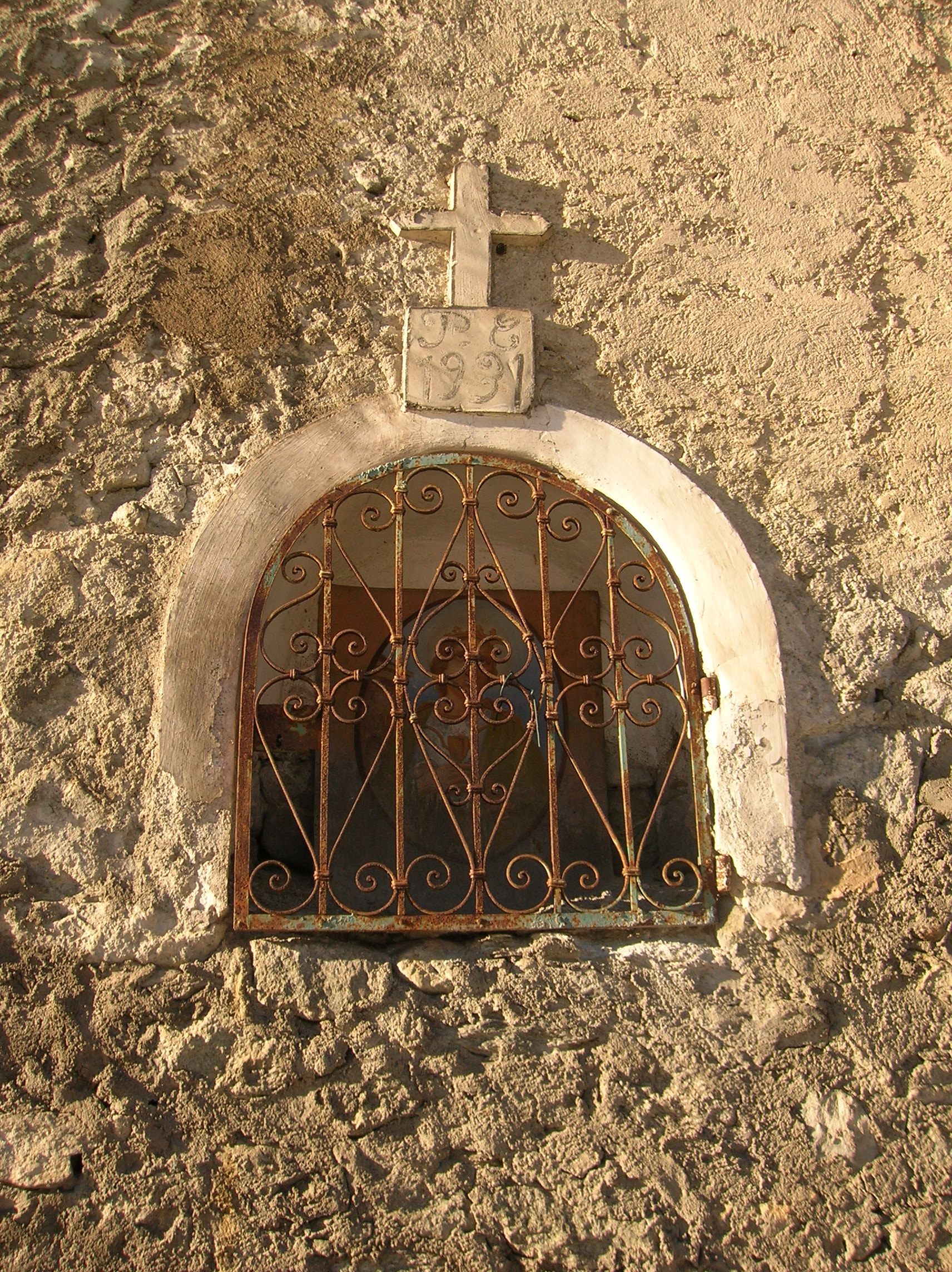
Détail au Closé.
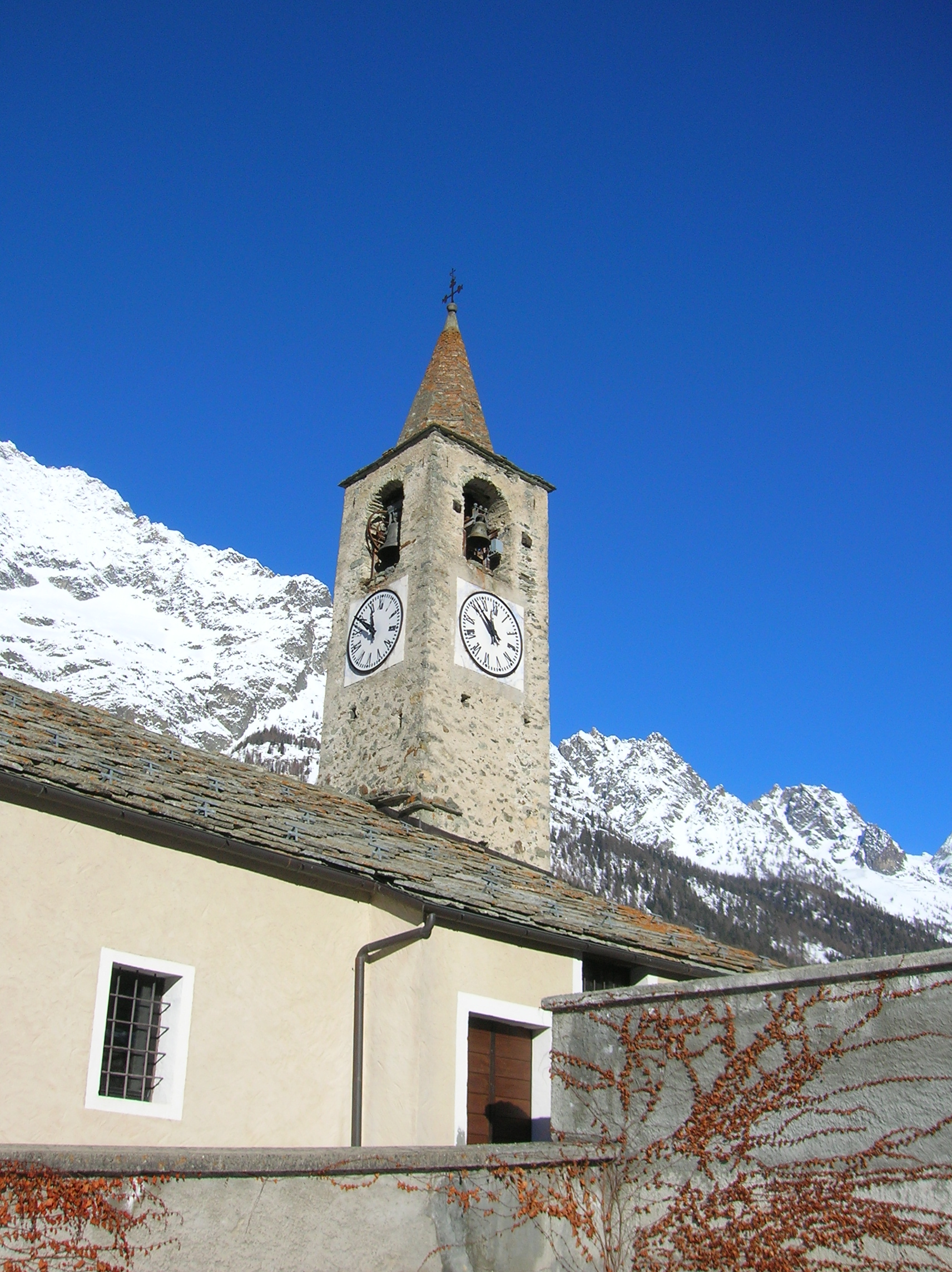
Le clocher de l'église Saint-Michel.
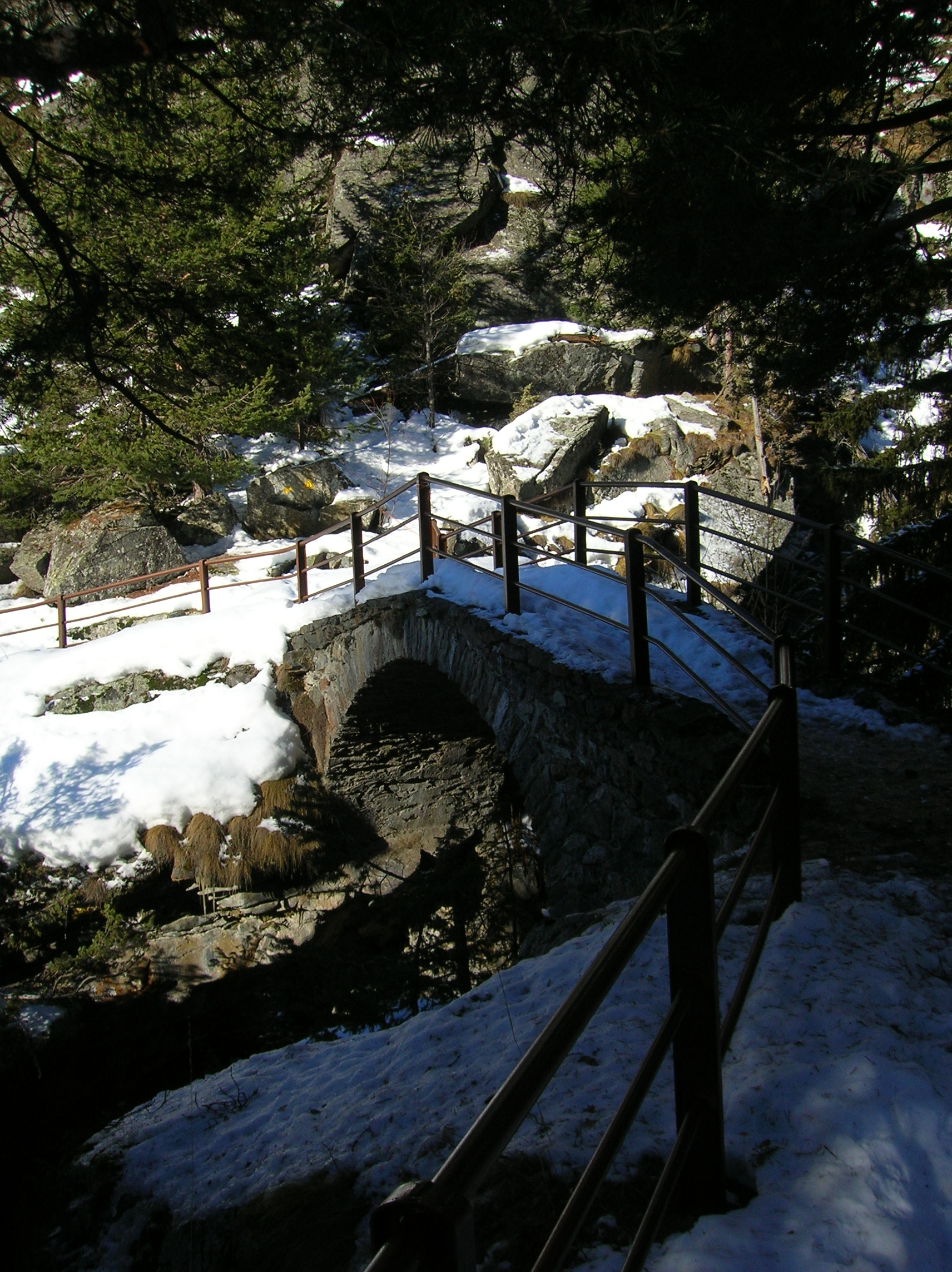
Le pont de Bétende.
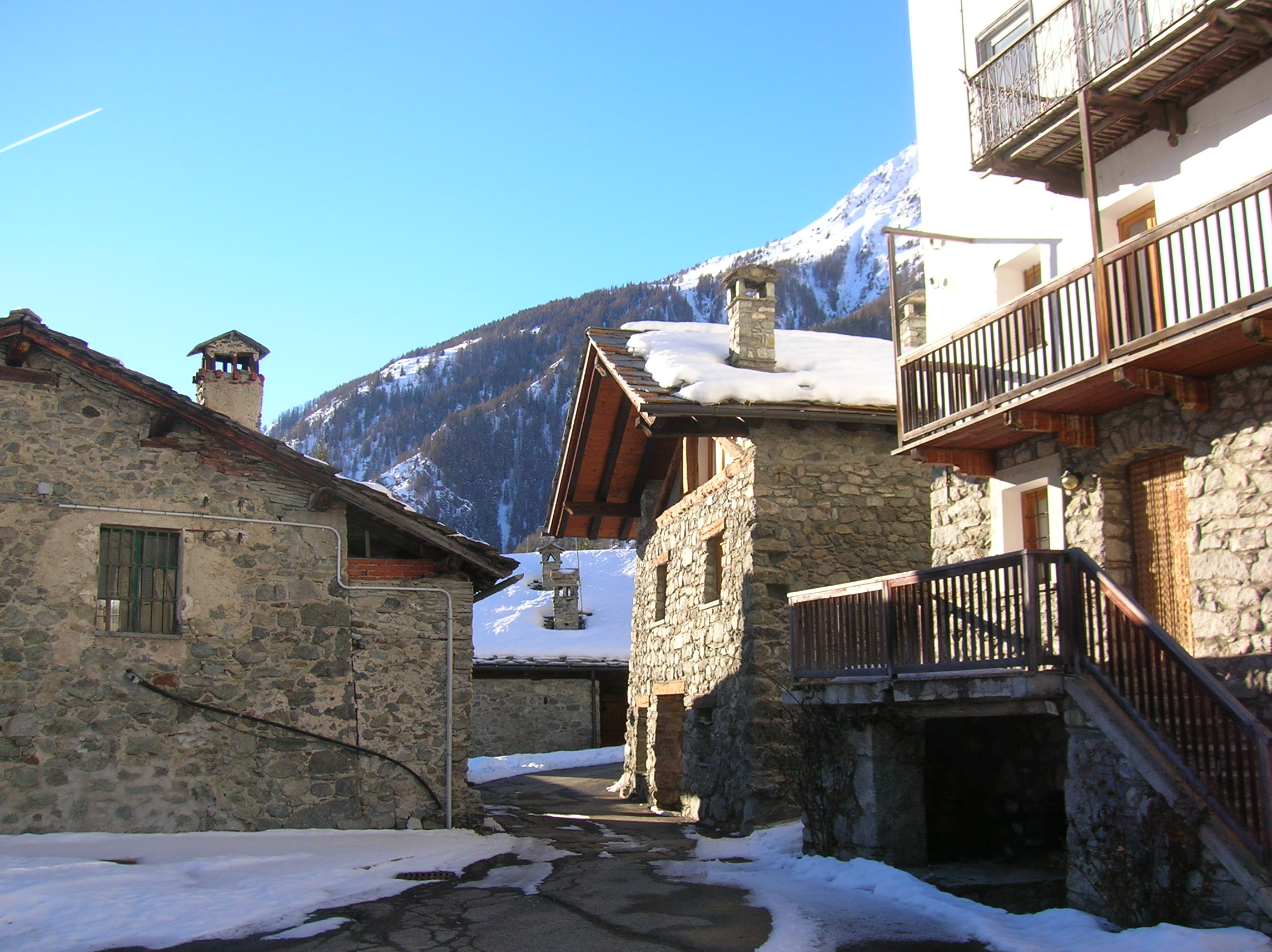
Le village Le Closé.
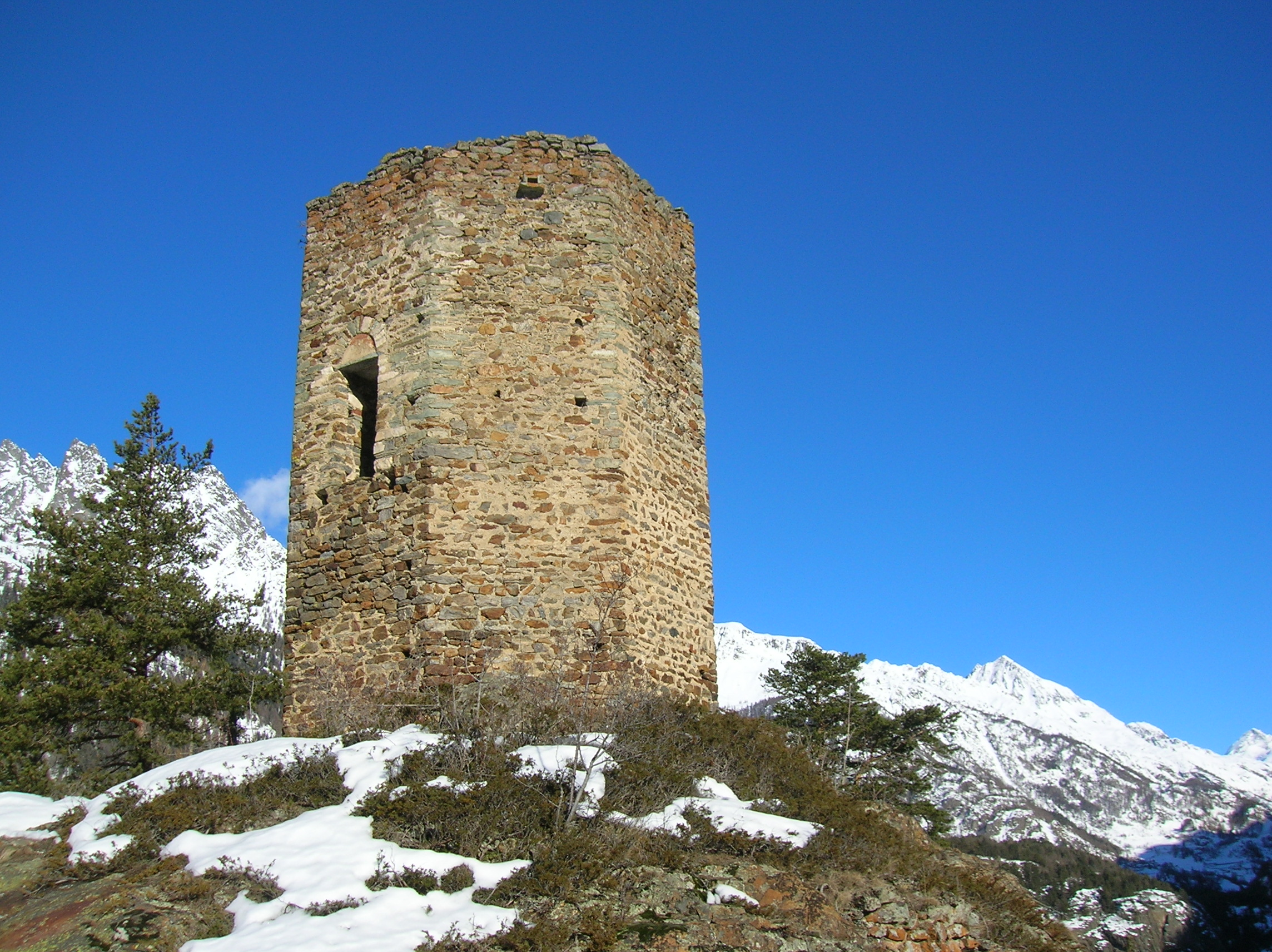
La Tornalla.
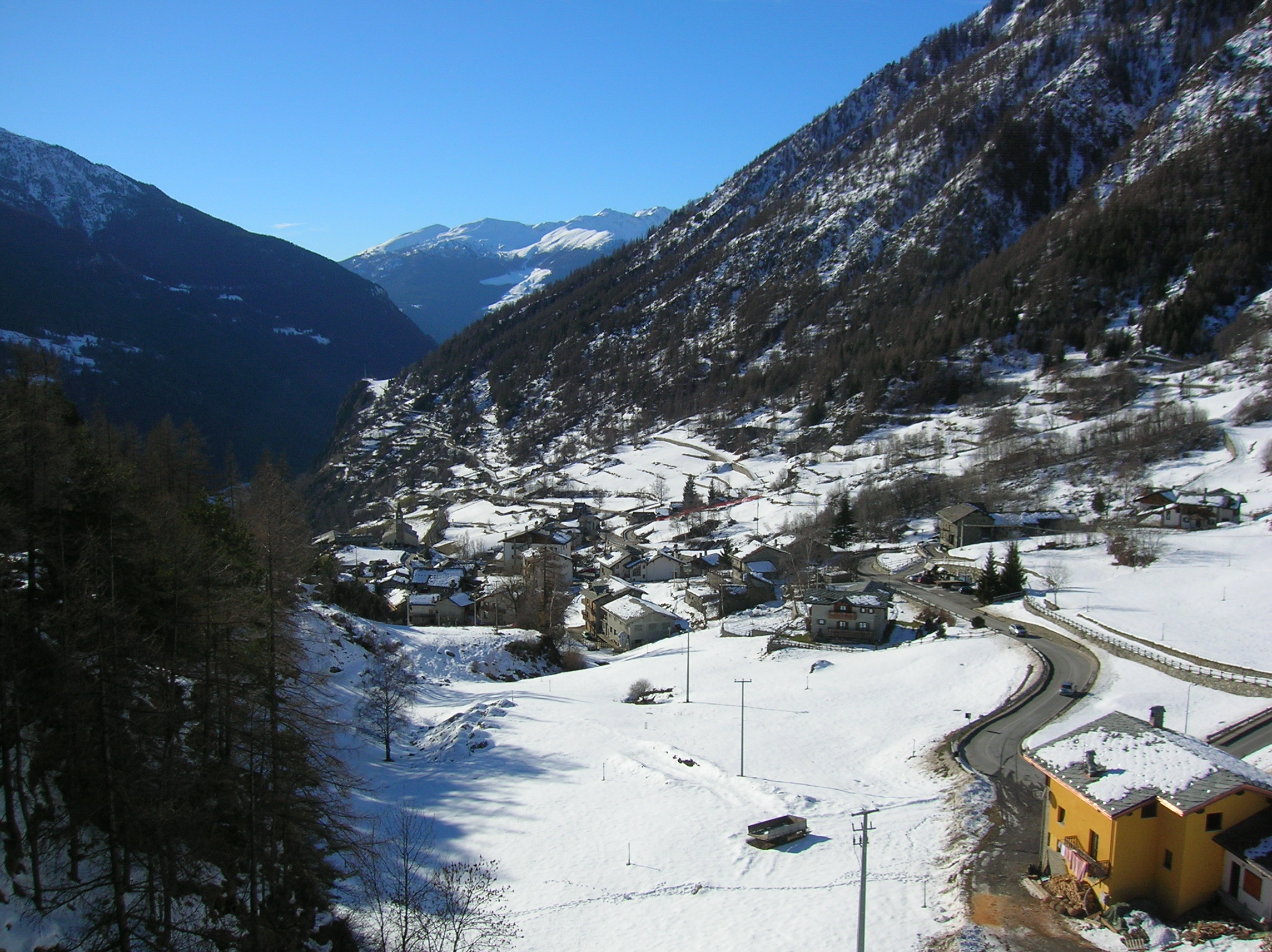
Panorama en hiver.
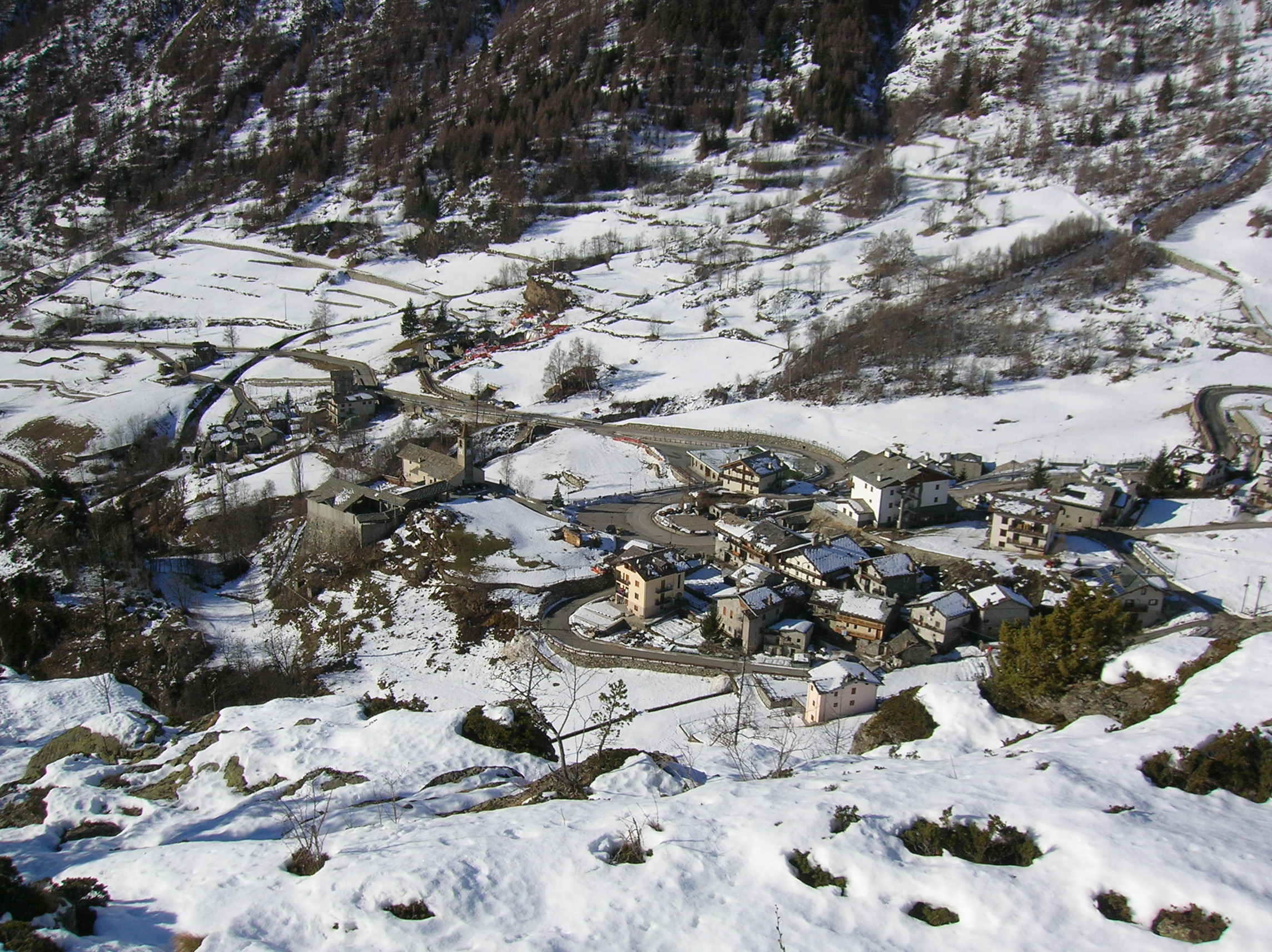
Oyace vu de la Tornalla.
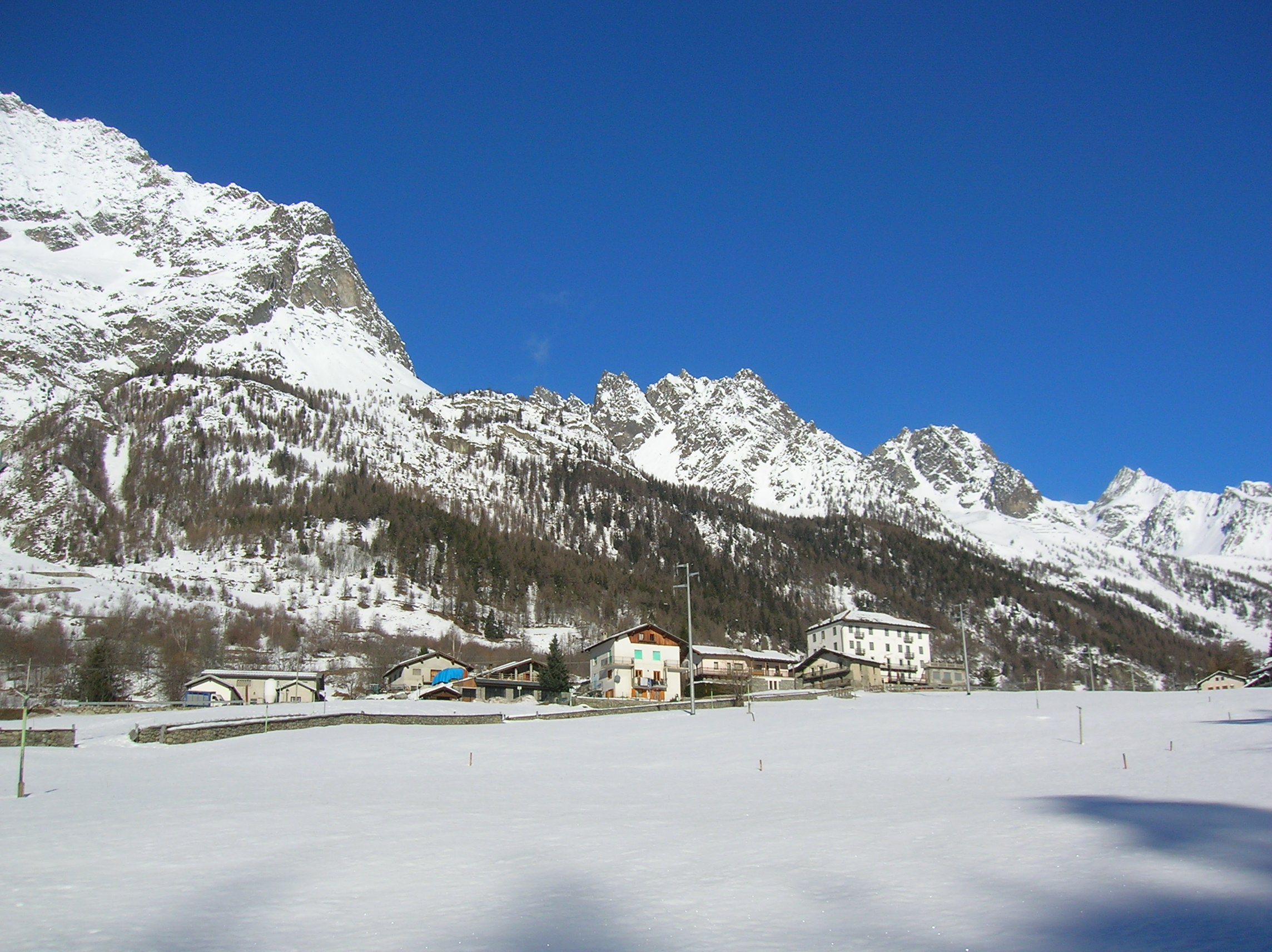
Un village.
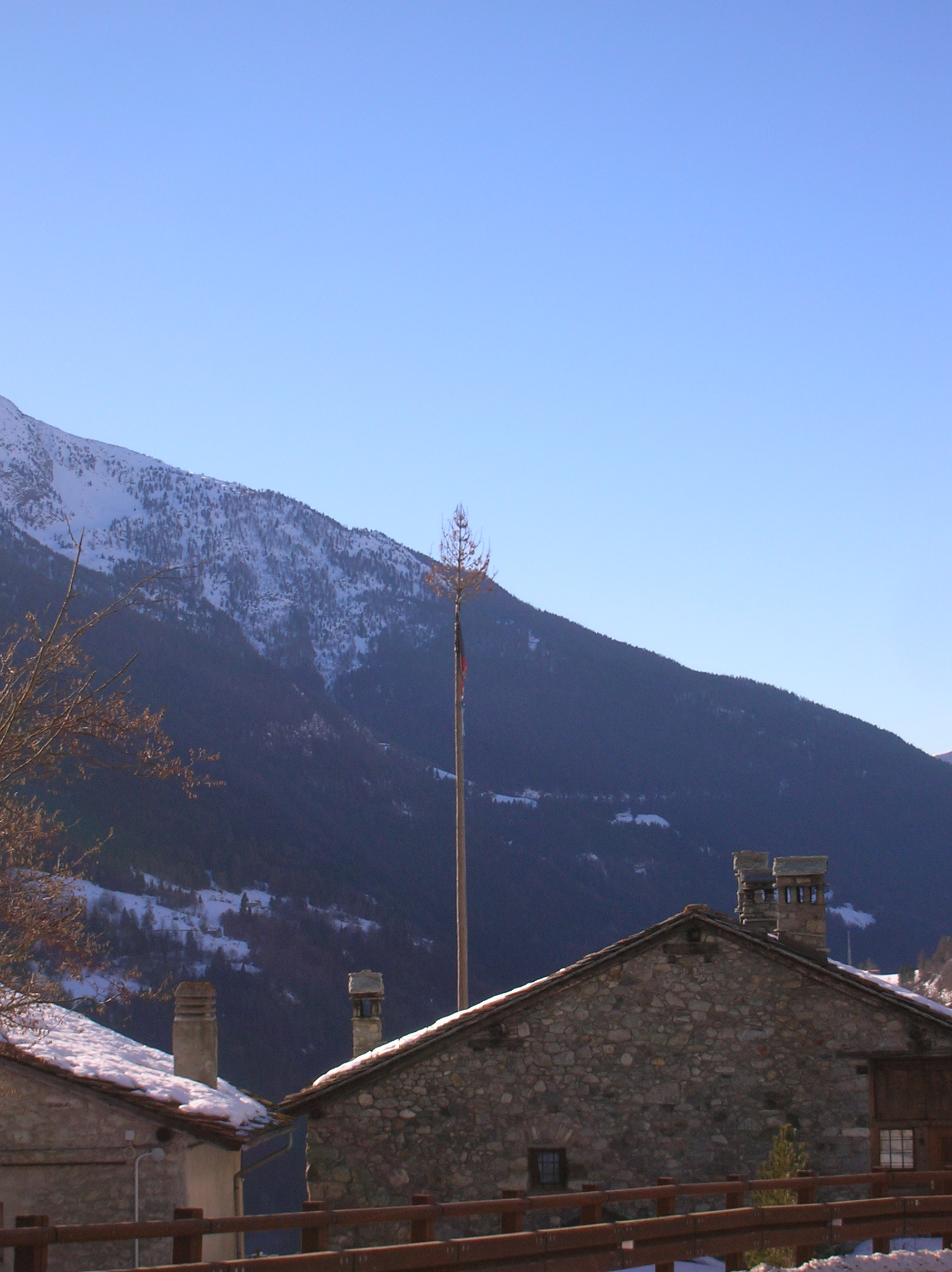
L'arbre du syndic.

## Événements
- Le 5 août, pèlerinage au sanctuaire Notre-Dame-des-Neiges à Verdonaz.
- Le Carnaval de la Combe froide (Voir lien externe).

## Sports
Parmi les sports les plus répandus à Oyace on compte le fiolet et la pétanque.
Oyace est traversé par la Haute Route n°2 et sur son territoire s'étend aussi une partie du Tor des Géants.

## Jumelages
Vex (Suisse).

## Personnalités
- Lætitia Toureaux, née en 1907 dans le village, est une ouvrière dont l'assassinat dans le métro de Paris en 1937 constitue une célèbre affaire criminelle non élucidée.

## Sources